# That Fatal Sneeze
That Fatal Sneeze er en britisk stumfilm fra 1907 af Lewin Fitzhamon.